# Draconarius davidi
Draconarius davidi là một loài nhện trong họ Amaurobiidae.
Loài này thuộc chi Draconarius. Draconarius davidi được Ehrenfried Schenkel-Haas miêu tả năm 1963.